# Château de Gaudiès
Ne doit pas être confondu avec Château de Gargas.
Le château de Gaudiès est un château situé à Gaudiès, en Ariège (France). 
Possession ancienne des évêques de Toulouse puis de la maison de Lévis, il est inscrit au titre des monuments historiques par arrêté du 16 mars 1977.

## Historique

### Moyen Âge
Le château primitif de Gaudiès est construit au XIIIe siècle, précisément à partir de 1280 par l'évêque de Toulouse Bertrand de l'Isle-Jourdain, et autour d'une église du XIIe siècle. Des fortifications plus anciennes existaient sur place, où s'est développé depuis deux siècles le village. Certains notables du lieu possédaient leurs habitations à l'intérieur de la cour fortifiée du château à partir du XIVe siècle. 
Plus ancienne et plus importante seigneurie relevant du diocèse de Toulouse, c'est durant tout le Moyen Âge l'une des baronnies lui appartenant. Si l'évêque n'y séjourne jamais, le château de Gaudiès sert de chef-lieu à la châtellenie éponyme, qui comprend les seigneuries La Bastide-Garderenoux, Esplas, Saint-Michel et Saint-Martin-d'Oydes. En janvier 1309, le pape Clément V, dont le neveu Gaillard de Preyssac est évêque de Toulouse, se serait arrêté au château en allant de Toulouse ou de Saint-Bertrand-de-Comminges à Carcassonne.  

### Période moderne
La seigneurie demeure en possession du diocèse jusqu'au milieu du XVIe siècle, période à laquelle les guerres de Religion débutent et que le roi de France réclame l'aliénation de certains biens du clergé afin de protéger le Royaume. Taxé à hauteur de 6000 livres, l'archevêque d'alors, le cardinal d'Armagnac, vend la baronnie et le château le 26 février 1569 à Mariet Daveran. Ce dernier est lieutenant du juge de Villelongue. Puis le tout est bien vite revendu à la famille de Villemur, possédant les seigneuries de Pailhès et Bonnac, puis à celle de Rigaud et enfin à la maison d'Amboise d'Aubijoux. Durant le conflit, l'édifice est plusieurs fois pris d'assaut par des huguenots, et subit de graves dommages, notamment pour sa tour circulaire. 
Puis le village et l'édifice passent de mains en mains, revenant régulièrement aux mains des Lévis, qui les possèdent ainsi par intermittence de 1594 (ou 1584) à 1840. A la fin du XVIe siècle, Jean-Claude de Lévis détruit les maisons installées dans la cour, rénove les bâtiments et construit un pavillon à la française, travaux que termine sa fille Elisabeth, avec une pierre portant la date du 17 avril 1599 dans la muraille ouest. En 1620, sont percées de nombreuses fenêtres à meneaux et baies géminées, ainsi qu'une porte ronde, offrant plus de confort, sous l'impulsion d'Henri de Lévis-Mirepoix. En 1628, lors des rébellions huguenotes, un nouvel assaut huguenot a lieu.  
Le 9 août 1643, l'archevêque Charles de Montchal revendique Gaudiès, puisque la vente fut forcée, et un long procès débute. Malgré la décision du Conseil du roi de lui donner raison dans un premier temps, François de Lévis continue de résider au château. Le Conseil renouvelle sa décision le 20 décembre 1668, réclamant du lieutenant-général de Pamiers qu'il l'applique, mais un compromis est finalement atteint le 29 septembre 1669 entre François et le nouvel archevêque, Charles de Bourlemont. Celui-ci reçoit 12 500 livres et renonce à Gaudiès. A la fin du XVIIe siècle, l'archevêque Jean-Baptiste-Michel Colbert réclame l'hommage du marquis de Gaudiès qui refuse. Entre 1727 et 1740, Joseph-Christante de Lévis utilise la tour ronde de l'est afin d'étendre le corps de logis, rase le pavillon et diverses autres constructions. 

### Aujourd'hui
Les façades et toitures du château actuel, ainsi que les vestiges de l'ancienne bâtisse sont inscrits aux monuments historiques par arrêté du 16 mars 1977. De 1967 à 1996 des rénovations sont menées.

## Architecture
Le château actuel, situé au centre du ville et entouré d'un parc boisé, est principalement composé d'un long corps de logis orienté est-ouest. Ses façades en pierre s'élèvent sur trois étages (rez-de-chaussée compris), surmontés d'un toit en tuiles. Les ouvertures sont encadrées de briques.
Le corps de logis était autrefois complété de deux grandes ailes, aujourd'hui disparues, qui enserraient une cour intérieure fermée par un mur d'enceinte au nord. Ce dernier s'ouvrait sur un fossé rempli d'eau et franchi d'un pont-levis. Le tout était cantonné de tours, dans chacun des angles extérieurs. Au sud-ouest, on trouvait la tour des Prêtres (ou "prison des prêtres") ; au sud-est, la grande tour ronde ruinée ; au nord-est, une autre tour ronde présentant une bretèche et une guérite ; et enfin au nord-ouest une vieille tour carrée. Les vestiges de ces tours sont encore visibles dans le parc, tout comme ceux du mur d'enceinte. 
Entre le château et la rivière, où s'étendent désormais champs et bâtiments, se trouvait un jardin à la française. Au nord, trois pigeonniers, dont un en élévation sur neuf piliers, ont aujourd'hui disparu. 

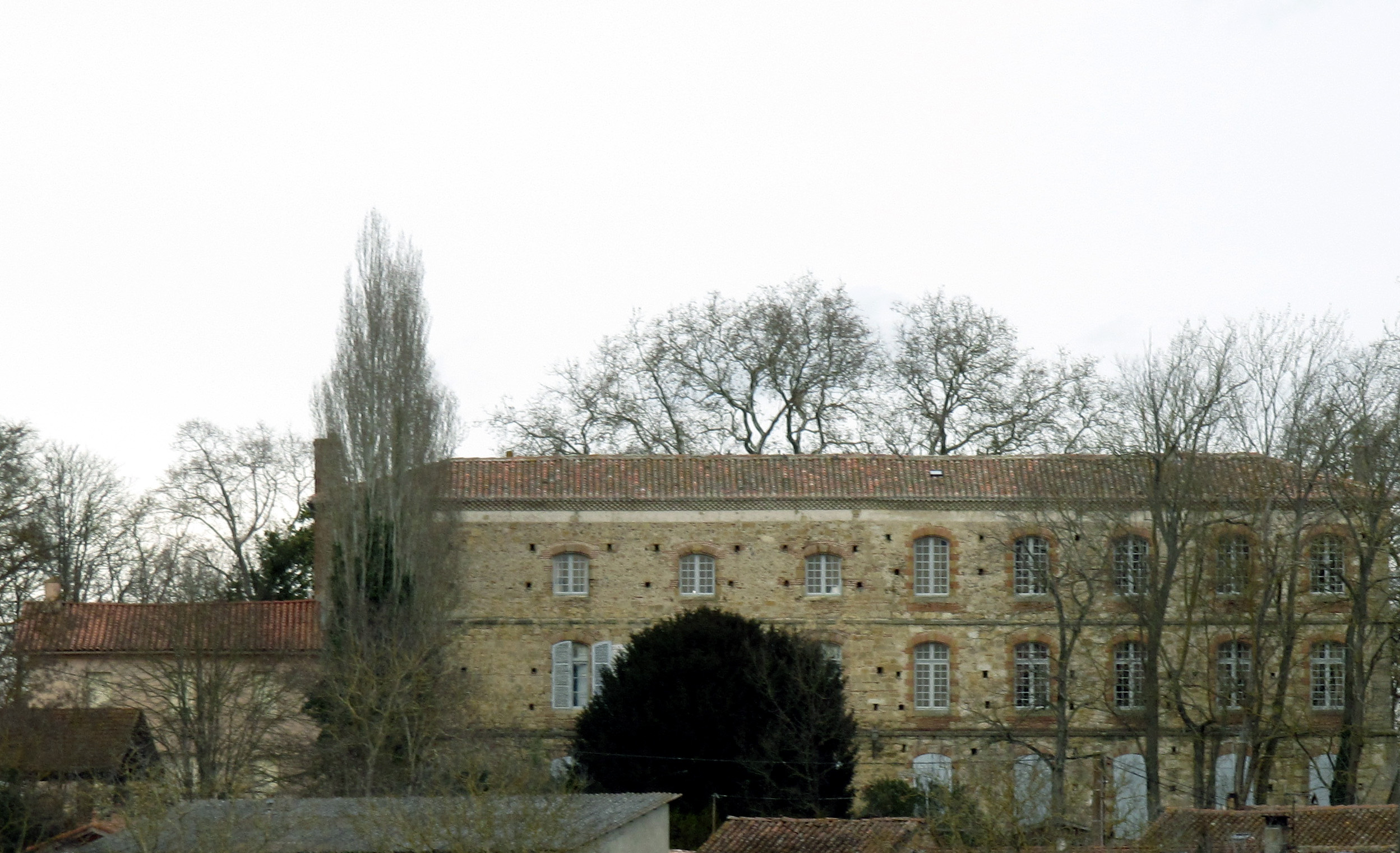
La façade donnant sur le village
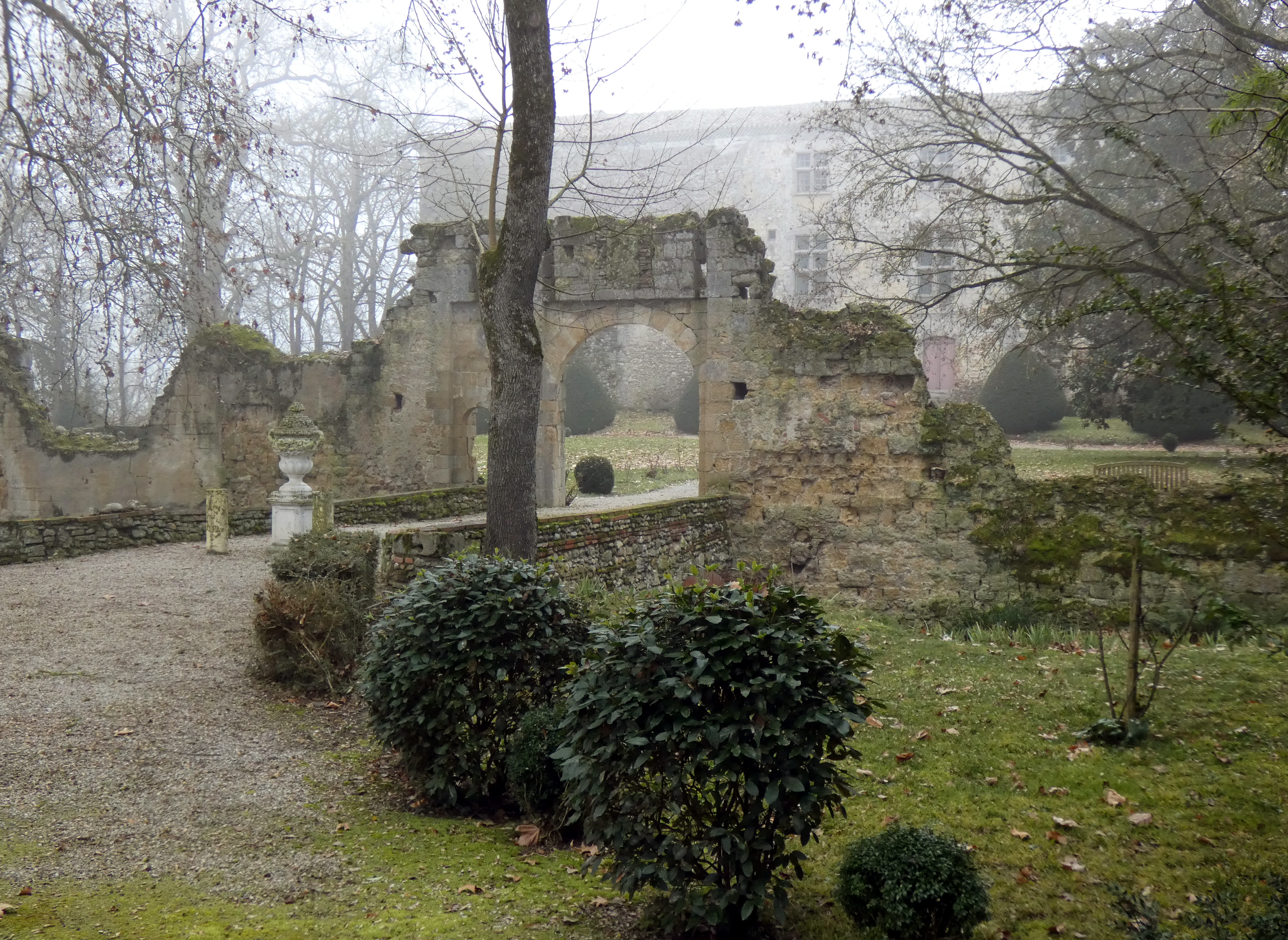
L'ancien pont-levis du château en hiver
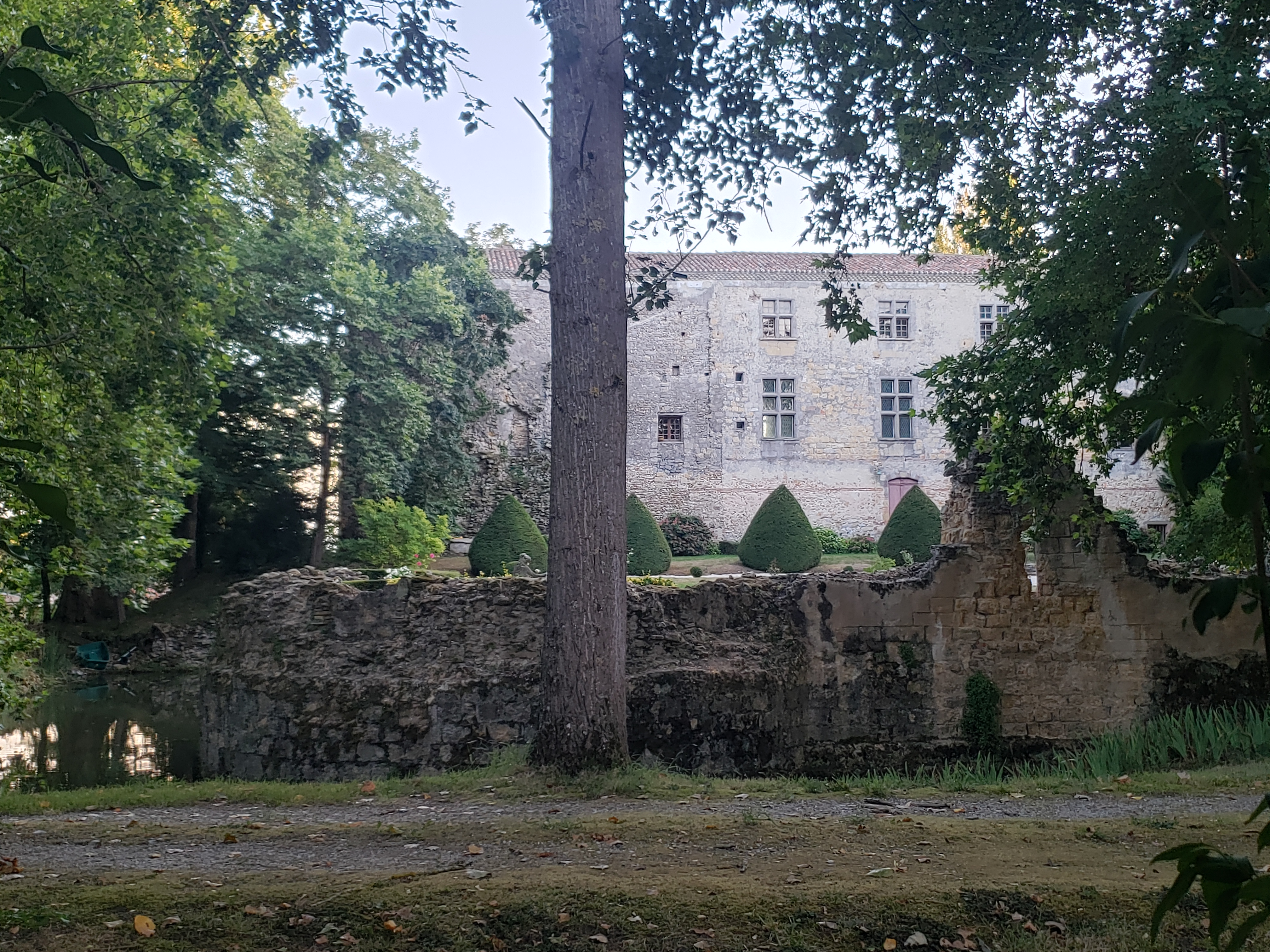
Le château, les douves et les vestiges de la tour nord-est